# Гелиодор (минерал)
Гелиодо́р (греч.  «дар солнца») — минерал, одна из прозрачных разновидностей берилла зеленовато-жёлтого, золотисто-жёлтого, оранжево-жёлтого либо оранжевого цвета.
Окраска обусловлена примесью ионов Fe3+. Встречается в виде призматических кристаллов, часто хорошо образованных и весьма крупного размера, в миаролитовых полостях пегматитовых жил и на месторождениях высокотемпературного гидротермально-пневматолитового типа. Сопутствующие минералы: топаз, турмалин, кварц, полевые шпаты, каолинит, мусковит, лепидолит. Иногда имеет в составе незначительную примесь урана.
Хорошо поддаётся огранке и используется в ювелирном деле как драгоценный камень.

## Месторождения
Известны месторождения гелиодора в Аргентине, Бразилии, Украине, России, Намибии, Мадагаскаре.